# So, It's Like That
So, It's Like That é o segundo álbum de estúdio do guitarrista de blues-rock estadunidense Joe Bonamassa.
O álbum foi lançado em 2002, sob o selo J&R Adventures

## Faixas
1. My Mistake
2. Lie #1
3. No Slack
4. Unbroken
5. So, It's Like That
6. Waiting For Me
7. Never Say Goodbye
8. Mountain Time
9. Pain And Sorrow
10. Takin' The Hit
11. Under The Radar
12. Sick In Love
13. The Hard Way

## Paradas Musicais
| Parada Musical (2002)         | Posição | Ref.  |
| ----------------------------- | ------- | ----- |
| US Billboard Top Blues Albums | #1      | [ 2 ] |